# Susukan (Comal)
Susukan is een bestuurslaag in het regentschap Pemalang van de provincie Midden-Java, Indonesië. Susukan telt 5009 inwoners (volkstelling 2010).